# Andrew Dismore
Andrew Dismore (Bridlington, 2 september 1954) is een Brits politicus voor de Labour. Sinds 4 mei 2012 is hij lid van de London Assembly. Hiervoor was hij tussen 1997 en 2010 nationaal parlementslid.
Dismore werd geboren in Yorkshire. Hij behaalde in 1975 zijn Bachelor of Laws aan de Universiteit van Warwick, een jaar later promoveerde hij tot Meester in de rechten aan de London School of Economics. Na zijn studies werkte hij bij een Advocaten kantoor.
Het was in zijn studententijd dat Dismore lid werd van de Labour Party. In 1982 bekleedde hij voor het eerst een politieke functie. Hij werd raadslid in de City of Westminster, alwaar hij in 1990 Fractievoorzitter werd. Bij de lagerhuisverkiezingen van 1997 werd hij als Labour kandidaat naar voor geschoven in het kiesdistrict Hendon. Hij behaalde 24,683 stemmen (49.3%), ruim voldoende om parlementslid te worden. Ook in de verkiezingen van 2001 en 2005 won hij de verkiezingen in zijn district. Bij de verkiezingen van 2010 behaalde hij 19,529 stemmen (42.1%), slechts 106 stemmen minder dan zijn Conservatieve uitdager Matthew Offord die zo het nieuwe parlementslid werd voor Hendon. In 2015 probeerde hij zijn zitje terug te winnen, zonder succes.
In 2012 werd hij wel verkozen als lid van de London Assembly. In 2016 werd hij herkozen.